# Cobalt RaQ
Cobalt RaQ — серия стоечных серверов, разработанная компанией Cobalt Networks Inc. (позже куплена Sun Microsystems). Серверы используют модифицированную операционную систему Red Hat Linux и проприетарный GUI для управлений сервером. Изначально системы RaQ укомплектовывались процессорами MIPS, поздние модели использовали чипы AMD K6-2 и Intel Pentium III.
Cobalt RaQ — вторая продуктовая линейка, произведённая Cobalt Networks; первой была Cobalt Qube.

## Модели
| Модель         | Тип процессора    | Частота                                                                      |
| -------------- | ----------------- | ---------------------------------------------------------------------------- |
| Cobalt RaQ     | MIPS RM5230       | 150 МГц                                                                      |
| Cobalt RaQ 2   | MIPS RM5231       | 250 МГц                                                                      |
| Cobalt RaQ 3   | AMD K6-2          | 300 МГц                                                                      |
| Cobalt RaQ 4   | AMD K6 3D         | 450 МГц                                                                      |
| Cobalt RaQ XTR | Intel Pentium III | 733 МГц или 933 МГц (изначальный релиз) 850 МГц или 1 ГГц (выпущены позднее) |
| Cobalt RaQ 550 | Intel Pentium III | 1 ГГц или 1.26 ГГц                                                           |

## Дальнейшая судьба
Вскоре после покупки компании Cobalt Networks, Sun объявила о завершении производства серий RaQ и Qube. Поддержка последних систем RaQ 550 и Qube 3 была прекращена в 2007.
23 декабря 2003 Sun открыла исходный код RAQ550/Sausalito под лицензией BSD. С тех пор разработчики стараются поддерживать продукты Cobalt.